# The Del Fuegos
I Del Fuegos è un gruppo musicale garage rock statunitense attivo negli anni '80, riunitosi nel 2011 dopo 21 anni. Si sono formati a Boston nel 1980 da Dan Zanes (voce e chitarra), Warren Zanes (chitarra),  Tom Lloyd (basso) e Steve Morrell (batteria) che sarà sostituito nel 1984 da Woody Giessmann.
Il loro esordio, The Longest Day, avviene nel 1984 per la Slash Records che mette sotto contratto il gruppo alla locale Ace of Hearts Records. L'album, ispirato genuinamente al rock degli anni '50 e '60, viene apprezzato dalla critica. Il secondo album, Boston, Mass., malgrado alcuni pezzi radiofonici fallisce le aspettative di successo commerciale.
Il terzo album in studio, Stand Up, anche se supportato da un tour di spalla a Tom Petty fa perdere al gruppo ulteriori fan.
Il gruppo, di cui sono rimasti Dan Zanes e Tom Lloyd, si risolleva con Smoking in the Fields del 1989, che vede la partecipazione di Seth Justman e Magic Dick della J. Geils Band., prima di sciogliersi definitivamente.
Dan Zanes prosegue per la carriera solista con una serie di album di musica per l'infanzia, tra cui Catch the Train! che gli varrà un Grammy Award nel 2007.
Nel 2011 si sono riuniti per un concerto al Paradise Rock Club per una raccolta di fondi destinati all'associazione di Woody Giessmann. La collaborazione è proseguita ed ha portato alla realizzazione di un EP e di alcuni concerti negli USA nel 2012.

## Discografia

### Album
- 1984 - The Longest Day	(Slash)
- 1985 - Boston, Mass. (Wounded Bird Records)
- 1985 - Spin Radio Concert (BBE)
- 1987 - Stand Up (Warner Bros.)
- 1989 - Smoking in the Fields (RCA)

### EP
- 2012 - Silver Star